# Entre Rios de Minas
Entre Rios de Minas é um município brasileiro localizado na região central de Minas Gerais, compondo a Mesorregião Metropolitana de Belo Horizonte e a Microrregião de Conselheiro Lafaiete. Com uma área de aproximadamente 456 km² apresenta um relevo montanhoso característico da Serra das Vertentes, além de um clima tropical de altitude.
O nome da cidade reflete sua geografia, referindo-se aos rios Brumado e Camapuã, que nascem em Lagoa Dourada e se unem no município de Jeceaba. Em 1953, "de Minas" foi acrescentado ao nome para reforçar sua identidade estadual e diferenciá-lo de outras localidades no Brasil com denominações semelhantes.
Fundada no início do século XVIII, durante o ciclo do ouro, Entre Rios de Minas teve suas origens nas expedições bandeirantes. Os primeiros habitantes, Bartolomeu Machado Neto e Pedro Domingos, estabeleceram-se às margens do rio Brumado, atraídos pela fertilidade do solo. Ao longo do tempo, a localidade, inicialmente chamada Brumado do Suaçuí, evoluiu administrativamente até se tornar município em 1875 e ganhar seu nome atual em 1878.
A economia da cidade é historicamente centrada na agropecuária, destacando-se a produção de leite, além do cultivo de milho, feijão e café. Pequenas indústrias, como laticínios e fábricas de móveis, complementam a base econômica. O turismo cultural e rural vem ganhando força, com destaque para o patrimônio histórico e eventos tradicionais como a Festa da Colheita e as celebrações em honra de Nossa Senhora das Brotas, padroeira do município.
Entre Rios de Minas preserva um importante legado arquitetônico e cultural, exemplificado pelo Hospital Cassiano Campolina, tombado pelo Instituto Estadual do Patrimônio Histórico e Artístico de Minas Gerais (IEPHA-MG). Sua localização privilegiada, próxima a cidades históricas como Ouro Preto e Congonhas, a integra ao circuito turístico da Estrada Real, valorizando sua relevância histórica e natural. A administração municipal, composta por um prefeito e uma Câmara de Vereadores, busca equilibrar desenvolvimento e preservação, mantendo viva a identidade cultural do município e promovendo qualidade de vida para seus habitantes.

## Etimologia
O nome Entre Rios de Minas deriva da geografia local, sendo uma referência direta aos dois principais rios que atravessam o território do município: o rio Brumado e o rio Camapuã. Esses cursos d’água têm suas nascentes na Serra das Vertentes, no município vizinho de Lagoa Dourada, e fluem paralelamente antes de se unirem no município de Jeceaba. Essa característica hidrográfica marcante inspirou a denominação "Entre Rios", refletindo a interação da cidade com esses elementos naturais.
A adição de "de Minas" ao nome oficial ocorreu em 1953, com o objetivo de distinguir o município de outras localidades no Brasil que compartilham a designação "Entre Rios". Essa mudança também reforça sua identidade como parte da rica história e geografia do estado de Minas Gerais.
O nome também carrega um simbolismo cultural e geográfico, expressando a importância dos rios para o desenvolvimento econômico, social e histórico da cidade. Além disso, o brasão municipal de Entre Rios de Minas complementa essa relação com o lema "Duco in Altum" (Conduzir ao alto), indicando o progresso e as aspirações de seus habitantes.

## História
Entre Rios de Minas, localizada na região central de Minas Gerais, possui uma história marcada por sua fundação durante o ciclo do ouro no Brasil. A cidade surgiu no início do século XVIII, quando bandeirantes desbravaram a região em busca de riquezas. Vestígios desse período, como ruínas de construções atribuídas aos primeiros exploradores, ainda podem ser encontrados nas proximidades do povoado de São José das Mercês.

### Fundação e Primeiros Habitantes
Os primeiros registros históricos apontam para a chegada dos portugueses Bartolomeu Machado Neto e Pedro Domingos. Eles estabeleceram-se às margens do rio Brumado, atraídos pela fertilidade do solo, ideal para a agricultura e a pecuária. Para atender à devoção religiosa da pequena comunidade, construíram uma capela, que mais tarde foi substituída pela matriz da cidade.

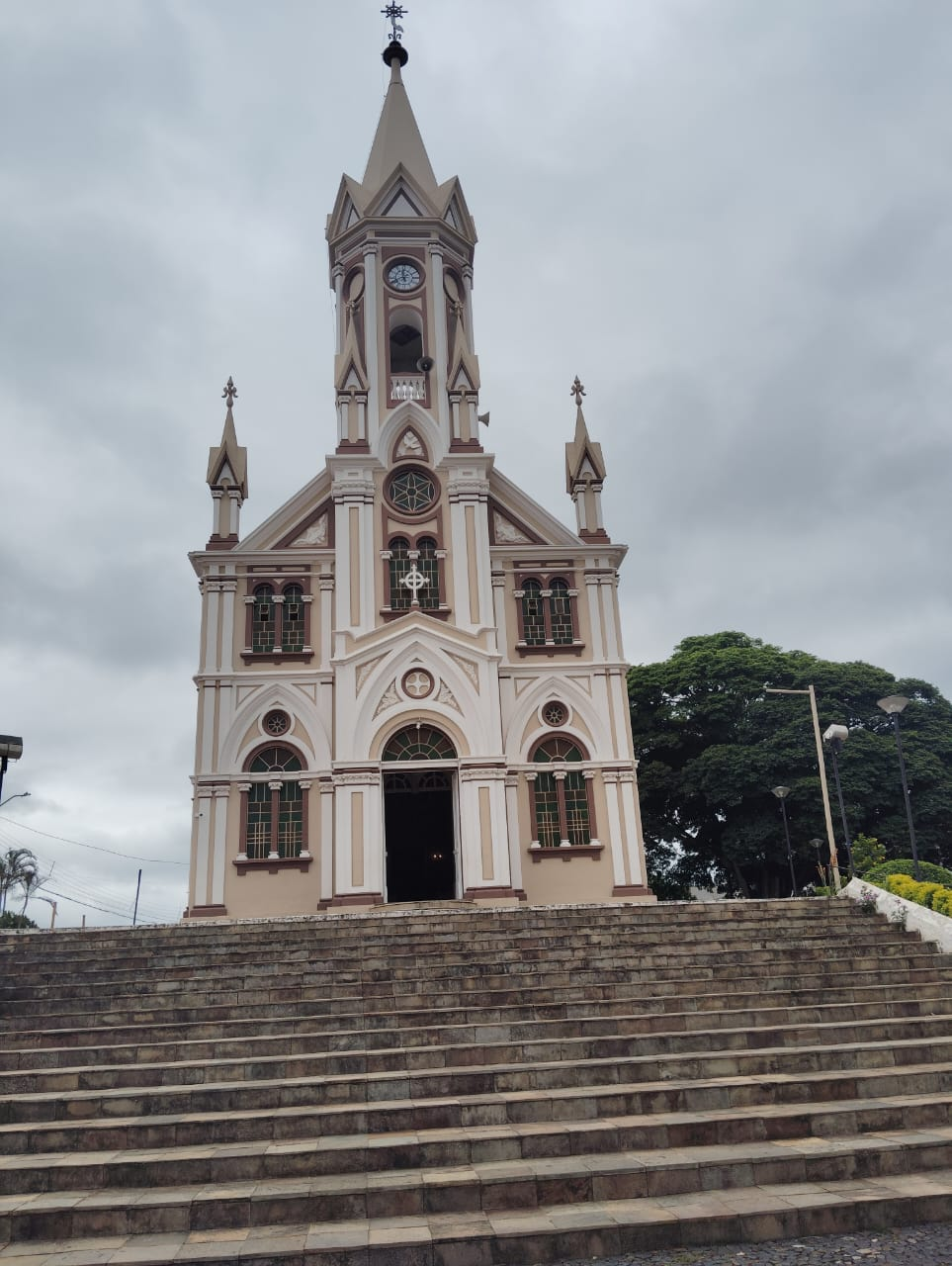
Igreja Nossa Senhora das Brotas. Foto: Mauro Costa Assis, 2024

### Desenvolvimento e Formação Administrativa
O crescimento da localidade foi impulsionado por sua posição estratégica em uma rota que ligava cidades importantes como Ouro Preto, São João del-Rei e Sabará. Em 1832, o local foi elevado a distrito com o nome de Brumado do Suaçuí, e em 1875, tornou-se município, desmembrando-se de Queluz (hoje Conselheiro Lafaiete). O nome "Entre Rios" foi adotado em 1878, referindo-se aos rios Brumado e Camapuã, que banham a região. Em 1880, a sede do município recebeu status de cidade.

### Mudanças de Nome e Reorganização Territorial
Durante o século XX, Entre Rios passou por várias mudanças administrativas. Em 1938, o município foi renomeado para João Ribeiro, mas o nome original foi restaurado em 1953. No mesmo período, houve reorganizações nos distritos municipais, que refletiam o crescimento e a integração da cidade na divisão territorial do estado.

### Economia e Cultura
A cidade se destacou historicamente pela agropecuária, com terras férteis e reservas minerais, como manganês, que impulsionaram sua economia. O lema do brasão municipal, "Duco in Altum" (Conduzir ao alto), simboliza o progresso contínuo de Entre Rios de Minas, que preserva seu patrimônio histórico-cultural e se orgulha de sua herança.

## Geografia
Entre Rios de Minas está situada na região central do estado de Minas Gerais, integrando a mesorregião Metropolitana de Belo Horizonte e a microrregião de Conselheiro Lafaiete. O município possui uma área territorial de aproximadamente 456 km² e está localizado a uma altitude média de 1.000 metros acima do nível do mar.

### Relevo e Hidrografia
O relevo de Entre Rios de Minas é caracterizado por áreas montanhosas e colinas suavemente onduladas, típicas da região das Vertentes. O município é cortado por dois rios principais, o rio Brumado e o rio Camapuã, que deram origem ao nome da cidade. Esses rios nascem no município vizinho de Lagoa Dourada e correm paralelamente antes de se encontrarem no município de Jeceaba.

### Clima
O clima predominante é o tropical de altitude, com invernos secos e verões chuvosos. A temperatura média anual varia em torno de 19 °C, com mínimas no inverno e máximas no verão, caracterizando uma região de clima ameno, favorável para a agricultura e a pecuária.

### Vegetação
A vegetação original da região é composta por campos de altitude e remanescentes de mata atlântica, embora grande parte tenha sido substituída por pastagens e áreas cultivadas devido à intensa atividade agropecuária.

### Localização e Acessos
Entre Rios de Minas está estrategicamente localizada próxima a importantes centros urbanos de Minas Gerais. Sua posição facilita o acesso a Belo Horizonte, Ouro Preto e Conselheiro Lafaiete, conectando-se a esses polos por rodovias que estimulam a integração econômica e cultural.

## Demografia
Entre Rios de Minas apresenta uma população de 14 746 habitantes, segundo censo realizado pelo do Instituto Brasileiro de Geografia e Estatística (IBGE) em 2022. O município tem uma densidade populacional moderada, com a maioria da população residindo na zona urbana, embora a zona rural ainda desempenhe um papel significativo em sua configuração demográfica e econômica.

### Composição Populacional
A população de Entre Rios de Minas é composta por um equilíbrio entre homens e mulheres, com uma leve predominância feminina, seguindo as tendências demográficas do Brasil. A cidade possui uma estrutura etária diversificada, com uma parcela considerável da população em idade economicamente ativa, além de uma presença significativa de idosos, reflexo do envelhecimento populacional típico de áreas com menor taxa de natalidade.

### Índices de Desenvolvimento Humano
O município apresenta um Índice de Desenvolvimento Humano Municipal (IDHM) considerado médio a alto, o que reflete avanços em saúde, educação e renda. Essa posição é reforçada pela longevidade média da população e pelo acesso relativamente amplo a serviços básicos, como saúde e educação, apesar de desafios econômicos locais.

### Crescimento Populacional e Migração
Nos últimos anos, Entre Rios de Minas tem experimentado um crescimento populacional estável, mas moderado, associado à migração de jovens para grandes centros em busca de oportunidades. Apesar disso, a cidade mantém um vínculo forte com suas tradições e cultura, o que atrai visitantes e, ocasionalmente, moradores de retorno, em busca de qualidade de vida.

### Rural e Urbano
Embora o núcleo urbano concentre a maior parte da população, a zona rural de Entre Rios de Minas é notável por sua atividade agrícola e pecuária. Essa divisão é essencial para compreender a dinâmica do município, onde a interação entre as áreas urbana e rural molda o modo de vida local.

## Governo e Política
Entre Rios de Minas é administrada sob o sistema de governo municipal, com poderes Executivo e Legislativo atuando de forma independente e harmônica. A organização política do município segue as diretrizes estabelecidas pela Constituição Federal do Brasil e pela Lei Orgânica Municipal.

### Poder Executivo
O Poder Executivo é exercido pelo prefeito, eleito por voto direto para um mandato de quatro anos, com possibilidade de reeleição. O prefeito é responsável por implementar políticas públicas, gerenciar o orçamento municipal e coordenar as ações administrativas, com o objetivo de atender às necessidades da população local. Além disso, o Executivo é apoiado por secretarias municipais que atuam em áreas como saúde, educação, obras e meio ambiente, garantindo a execução dos projetos governamentais.

### Poder Legislativo
O Poder Legislativo é representado pela Câmara Municipal de Vereadores, composta por membros eleitos pela população para mandatos de quatro anos. Os vereadores têm a função de propor, deliberar e aprovar leis municipais, além de fiscalizar as ações do Executivo. A Câmara também desempenha um papel importante na representação das demandas da comunidade, atuando como um canal entre os cidadãos e o governo municipal.

### Divisão Administrativa
O município integra a região intermediária de Belo Horizonte e a imediata de Conselheiro Lafaiete, refletindo sua importância estratégica na organização territorial de Minas Gerais. Essa divisão administrativa facilita a articulação com outras cidades da região, promovendo cooperação e desenvolvimento regional.

### Participação Popular
Entre Rios de Minas valoriza a participação popular no processo político, incentivando o envolvimento da comunidade em conselhos municipais e audiências públicas. Esses mecanismos são fundamentais para promover a transparência na gestão pública e fortalecer a democracia participativa.

### Política Atual
A política em Entre Rios de Minas, localizada na região central de Minas Gerais, tem sido marcada por eventos significativos nos últimos anos, com impacto direto na administração pública local.

#### Cassação do Prefeito José Walter Resende Aguiar (2023)
Em dezembro de 2023, o então prefeito José Walter Resende Aguiar (PSB) teve seu mandato cassado pela Câmara Municipal. A decisão foi tomada por seis votos a favor e dois contra, após a apuração de denúncias de infrações político-administrativas. Entre as acusações estavam o descumprimento do orçamento, omissão na defesa dos interesses municipais e atos incompatíveis com o decoro do cargo. A investigação também apontou irregularidades no pagamento de cirurgias e plantões médicos nos anos de 2021 e 2022.
Com a cassação, o presidente da Câmara, Ronivon Alves de Souza, assumiu interinamente a Prefeitura, já que o vice-prefeito, Paulinho Pena de Oliveira, estava afastado por questões de saúde. Em nota, José Walter afirmou ser inocente e que buscará medidas legais para esclarecer os fatos e ressarcir possíveis prejuízos ao município.

#### Eleições Municipais de 2024
Nas eleições municipais realizadas em outubro de 2024, Thiago Itamar Ted, do partido Avante, foi eleito prefeito no primeiro turno, com 41,34% dos votos válidos. Aos 29 anos, Thiago é advogado e declarou um patrimônio de R$ 76.181. Ele assume o mandato junto com seu vice, Levi do Montijo, também do Avante, com o compromisso de restaurar a estabilidade administrativa e financeira da cidade.
O cenário eleitoral em Entre Rios de Minas também contou com uma disputa acirrada para a Câmara dos Vereadores, evidenciando a diversidade política da cidade. Além disso, o partido Avante marca um novo ciclo político no município, que anteriormente era dominado por outros grupos partidários, como o PSB.

#### Perspectivas
A nova administração enfrenta desafios de reconstrução da confiança pública e de reestruturação das áreas afetadas pelas irregularidades apontadas no mandato anterior. A gestão de Thiago Itamar Ted promete priorizar transparência, eficiência nos serviços públicos e políticas voltadas ao desenvolvimento econômico e social do município.

## Economia
A economia de Entre Rios de Minas é diversificada, com destaque para as atividades agropecuárias, que historicamente desempenham um papel central no desenvolvimento econômico do município. Além disso, a cidade conta com setores industriais e de serviços em expansão, refletindo seu potencial econômico e geográfico.

### Setor Primário: Agropecuária
Entre Rios de Minas possui terras férteis e uma tradição agropecuária consolidada, sendo conhecida pela produção de leite, criação de gado de corte e cultivo de culturas agrícolas como milho, feijão e café. A pecuária leiteira é um dos principais motores econômicos, colocando o município entre os importantes produtores do estado. Pequenas propriedades familiares são predominantes, contribuindo para o fortalecimento da economia local e a manutenção de práticas sustentáveis.

### Setor Secundário: Indústria
O setor industrial, embora menos expressivo em comparação à agropecuária, tem crescido, especialmente na transformação de produtos agropecuários. Pequenas indústrias de laticínios, serrarias e produção de móveis se destacam, complementando a base econômica e gerando empregos para a população local.

### Setor Terciário: Comércio e Serviços
O setor de serviços tem se expandido gradativamente, impulsionado pelo crescimento da população urbana. O comércio local atende às necessidades básicas da população, enquanto serviços como educação, saúde e turismo cultural atraem visitantes e movimentam a economia. O município também investe na valorização de eventos culturais e históricos, que incrementam o turismo regional e a economia criativa.

### Turismo e Sustentabilidade
Entre Rios de Minas apresenta potencial turístico baseado em suas belezas naturais e em sua relevância histórica. Trilhas, cachoeiras e fazendas históricas oferecem oportunidades para o ecoturismo e o turismo rural. Esses segmentos estão alinhados com práticas sustentáveis, que valorizam a preservação ambiental e a economia local.

### Desafios e Perspectivas
Apesar do progresso econômico, desafios como a retenção de jovens e a diversificação de atividades econômicas são enfrentados pelo município. Iniciativas para atrair novos investimentos e fomentar a inovação são fundamentais para consolidar o crescimento sustentável e garantir melhores oportunidades para a população local.

## Infraestrutura
Entre Rios de Minas possui uma infraestrutura que reflete sua posição como um município de pequeno porte, mas com acesso a serviços essenciais e potencial de desenvolvimento em diversos setores. O município é organizado para atender às necessidades básicas da população e oferecer qualidade de vida, com áreas de destaque em transporte, saúde, educação e saneamento.

### Transporte
A cidade está conectada a importantes polos regionais por meio de rodovias estaduais e federais, como a MG-270 e a BR-383, que facilitam o deslocamento de pessoas e mercadorias. Essas vias ligam Entre Rios de Minas a municípios vizinhos, como Conselheiro Lafaiete e São João del-Rei, e à capital, Belo Horizonte. A infraestrutura de transporte é essencial para o escoamento da produção agropecuária, principal atividade econômica da região.

### Saneamento Básico e Abastecimento
O município apresenta uma cobertura significativa de abastecimento de água potável e coleta de esgoto. Segundo o IBGE, boa parte dos domicílios urbanos possui acesso à rede geral de água, contribuindo para a saúde pública. No entanto, desafios permanecem no aprimoramento dos serviços em áreas rurais e na ampliação da coleta e tratamento de resíduos sólidos.

### Educação
Entre Rios de Minas conta com uma rede de escolas municipais e estaduais que atendem ao ensino fundamental e médio. A cidade investe na melhoria das condições das escolas e no acesso à educação para todos os seus habitantes, além de oferecer transporte escolar para estudantes da zona rural. A infraestrutura educacional busca acompanhar o crescimento populacional e as demandas por qualificação.

### Saúde
O sistema de saúde local é composto por unidades de atendimento básico e uma estrutura hospitalar de pequeno porte. Essas unidades oferecem serviços de atenção primária, imunização e programas de saúde da família. Para atendimentos mais complexos, a população frequentemente é encaminhada a cidades vizinhas com maior infraestrutura hospitalar.

### Energia e Comunicação
A cidade é atendida por redes de energia elétrica que cobrem tanto a zona urbana quanto rural. Além disso, os serviços de comunicação, incluindo telefonia e internet, têm avançado, embora a cobertura ainda seja limitada em algumas áreas mais remotas.

### Habitação e Desenvolvimento Urbano
O município apresenta um índice razoável de urbanização, com projetos voltados à melhoria habitacional e ao planejamento urbano. Entre Rios de Minas busca equilibrar o crescimento econômico com a preservação de suas características históricas e culturais, promovendo um desenvolvimento sustentável.

## Cultura
A cultura de Entre Rios de Minas é marcada por sua rica herança histórica, tradições religiosas, manifestações artísticas e eventos comunitários que celebram a identidade local. A cidade combina aspectos de suas origens coloniais com influências contemporâneas, preservando elementos característicos da cultura mineira.

### Patrimônio Histórico e Arquitetônico
Entre Rios de Minas possui um patrimônio arquitetônico que reflete seu passado colonial, com destaque para igrejas, fazendas históricas e construções de época. Esses locais são testemunhas do período em que a cidade era uma rota importante durante o ciclo do ouro, integrando a história de Minas Gerais.
Entre os bens tombados pelo Instituto Estadual do Patrimônio Histórico e Artístico de Minas Gerais (IEPHA-MG), encontra-se o Hospital Cassiano Campolina, símbolo arquitetônico da cidade. Este patrimônio evidencia a relevância histórica de Entre Rios de Minas no contexto mineiro.

#### As Ruínas da Casa de Pedra do Gambá
As ruínas da Casa de Pedra do Gambá, localizadas em São José da Mercês, têm significativa importância histórica e cultural. Construída originalmente em 1701, a casa é considerada um marco arquitetônico, sendo descrita como um "verdadeiro palácio em meio às selvas virgens da zona do Suassuhy". Suas paredes inteiramente feitas de pedra e sua engenhosa construção mostram a habilidade dos construtores, que, apesar das limitações tecnológicas e materiais da época, criaram uma estrutura que resistiu ao tempo.
O local foi oficialmente tombado pelo poder público municipal em 27 de novembro de 2000, através do Decreto nº 801, reconhecendo o valor histórico e cultural das ruínas. No entanto, mesmo com o tombamento, a falta de ações de conservação efetiva deixou o local exposto a vandalismos e usos inadequados, como curral e chiqueiro por moradores vizinhos.
Recentemente, as ações de recuperação e proteção das ruínas incluíram a realização de estudos diagnósticos da área, com foco na preservação de suas características originais e na mitigação de danos provocados pelo tempo e por intervenções humanas. Medidas de proteção física foram implementadas para evitar invasões e vandalismo, garantindo a integridade do patrimônio para futuras gerações. Além disso, houve esforços educativos e informativos para sensibilizar a comunidade local sobre a importância histórica da Casa de Pedra, promovendo sua valorização e preservação.
A restauração do sítio reforça a conexão entre o passado e o presente, transformando as ruínas em um local de memória e aprendizado, ao mesmo tempo em que resgata sua relevância cultural e histórica.

### Hospital Cassiano Campolina
O Hospital Cassiano Campolina, localizado na Praça Cassiano Campolina, nº 821, no Centro de Entre Rios de Minas (MG), é um marco histórico e arquitetônico que reflete o processo de modernização das instituições hospitalares no início do século XX. Fundado em 1904 e com o prédio inaugurado em 1910, ele exemplifica a arquitetura eclética e o modelo hospitalar pavilhonar, onde os espaços são organizados em torno de áreas de circulação, com pátios internos.

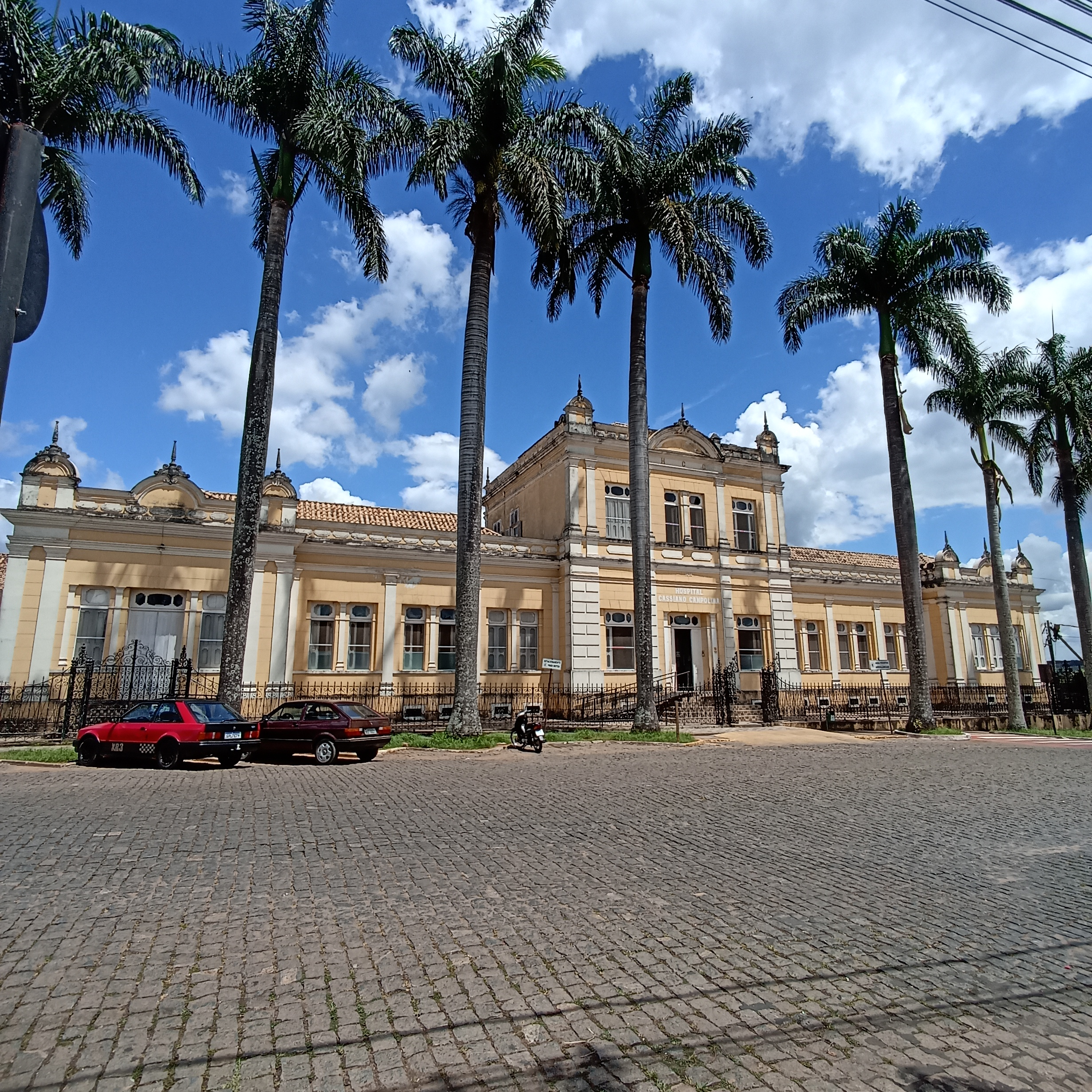
Hospital Cassiano Campolina em Entre Rios

Projetado pelo arquiteto Edgar Nascentes Coelho, o hospital foi construído com materiais como tijolos cozidos, folhas de flandres, ladrilhos hidráulicos, e telhas francesas. Sua fachada monumental, com bastiões laterais que quebram a horizontalidade do bloco, destaca-se por sua proporção e simetria. Internamente, a capela é enriquecida pelas pinturas murais do artista italiano Francisco Tamietti, que utilizou técnicas de marmorização, moldes e motivos decorativos, como guirlandas e molduras ornamentadas.
Em 2018, o hospital foi tombado pelo Instituto Estadual do Patrimônio Histórico e Artístico de Minas Gerais (IEPHA-MG) e inscrito nos Livros do Tombo II (Belas Artes), III (Histórico) e IV (Artes Aplicadas). Esse tombamento reconhece sua relevância cultural e histórica, incluindo não apenas a edificação, mas também seu acervo de bens móveis e integrados, que conta com objetos hospitalares, pinturas e outros itens que narram sua trajetória histórica.

### Festas Religiosas e Tradições
A religiosidade ocupa um papel central, sendo evidenciada em celebrações como a festa de Nossa Senhora das Brotas, padroeira do município. Esse evento, realizado anualmente em agosto, é marcado por novenas, procissões e missas solenes, reunindo a comunidade e reafirmando a identidade cultural local.

### Festividade de Nossa Senhora das Brotas
A festa de Nossa Senhora das Brotas, padroeira de Entre Rios de Minas, é um dos eventos religiosos mais importantes da cidade, celebrada anualmente em agosto, próximo ao dia 15. Esta data reúne a comunidade local em uma programação variada que inclui novenas, missas solenes, procissões e atividades culturais. A Paróquia de Nossa Senhora das Brotas, fundada em 1883, desempenha um papel central na organização do evento, que reflete a forte devoção mariana da população e a rica tradição religiosa da região.
O evento é marcado por um clima de fé e unidade, promovendo a valorização da história e identidade cultural da cidade no contexto da Arquidiocese de Mariana.

### Festividades Populares
O município também celebra outras tradições, como festas juninas e eventos rurais que promovem a culinária típica e o artesanato regional. Destaca-se a Festa da Colheita, realizada no final de julho, que combina manifestações religiosas e atividades culturais, como desfiles de carros de bois, cavalgadas, exposições agropecuárias e apresentações musicais

### Festa da Colheita
A Festa da Colheita é um evento cultural e tradicional realizado anualmente no município de Entre Rios de Minas, Minas Gerais, geralmente no final de julho. Com mais de 60 anos de história, a celebração nasceu com propósitos religiosos, promovidos pelo então pároco Dom José Belvino, para agradecer as bênçãos recebidas na agricultura e pecuária, e pedir prosperidade para o ano seguinte.

### Atividades e Significado Cultural
A festa evoluiu ao longo do tempo, integrando uma ampla variedade de atividades que vão além de suas origens religiosas. Entre os eventos destacados estão:
- Missa da Colheita: Reúne produtores rurais para a bênção de sementes, animais e colheitas.
- Desfile de Carros de Bois: Carros ornamentados carregam a produção local pelas ruas, simbolizando a tradição agrícola.
- Cavalgadas e Cortejos: Cavaleiros e máquinas agrícolas percorrem o município.
- Shows, Rodeios e Exposição Agropecuária: Atraem moradores e turistas, promovendo a interação entre as comunidades rural e urbana.
- Almoço da Colheita: Um encontro de famílias produtoras locais, fortalecendo o senso de comunidade.

### Salvaguarda e Registro
A Festa da Colheita foi registrada como bem cultural imaterial em 2018, reforçando seu valor histórico e cultural para a cidade. Desde então, medidas de salvaguarda, como a realização de registros audiovisuais e a promoção do evento, têm garantido a preservação e valorização de suas tradições. Mesmo durante a pandemia de COVID-19, ações virtuais, como documentários e transmissões online, mantiveram viva a memória da festa.
A celebração é também uma importante oportunidade econômica para empreendedores locais, que fornecem produtos e serviços durante o evento. Essa integração fortalece os laços entre as diversas atividades do município e promove o turismo.

### Artes e Música
A música é um elemento destacado na cultura local, com apresentações de corais, bandas de música e grupos de seresta. A cidade incentiva atividades artísticas por meio de eventos e oficinas, valorizando talentos locais e promovendo a participação da população em iniciativas culturais.

### Gastronomia
A culinária de Entre Rios de Minas reflete os sabores típicos de Minas Gerais, com pratos como feijão-tropeiro, frango com quiabo, queijo minas e doces caseiros. Feiras e festivais gastronômicos oferecem oportunidades para os visitantes conhecerem a riqueza da culinária local e fortalecerem a economia criativa do município.

### Turismo Cultural
O turismo cultural é uma área de destaque em Entre Rios de Minas, com roteiros que exploram sua história, arquitetura e tradições. O município se empenha na preservação de sua memória histórica, o que o torna um destino atrativo para quem busca experiências autênticas e imersivas.

### A integração do município à Estrada Real
A Estrada Real, reconhecida em 2023 como Monumento Nacional, é uma das mais importantes rotas históricas do Brasil. Com mais de 1.630 quilômetros de extensão, conecta os estados de Minas Gerais, Rio de Janeiro e São Paulo. Seu traçado histórico, criado no século XVIII pela Coroa Portuguesa, foi fundamental para o escoamento de ouro e diamantes das regiões mineradoras para os portos do Rio de Janeiro.

#### O Papel de Entre Rios de Minas na Estrada Real
Entre Rios de Minas, na Região Central de Minas Gerais, é uma das cidades integrantes da Estrada Real, reafirmando sua relevância histórica e cultural no contexto do patrimônio mineiro. Como parte do trajeto, a cidade contribui para o resgate e a preservação das tradições ligadas ao ciclo do ouro e à identidade regional.
Além de seu valor histórico, Entre Rios de Minas destaca-se como um ponto estratégico para o turismo na Estrada Real. Localizada entre outros municípios históricos, como Ouro Preto e Congonhas, a cidade conecta viajantes a trajetos marcados por paisagens naturais, fazendas coloniais e uma rica arquitetura.

#### Valorização do Patrimônio e do Turismo
O título de Monumento Nacional trouxe maior visibilidade para as cidades do percurso, incluindo Entre Rios de Minas. Essa iniciativa fortalece a conservação de bens tombados pelo Instituto Estadual do Patrimônio Histórico e Artístico de Minas Gerais (Iepha-MG) e fomenta o turismo sustentável, gerando emprego e renda na região.
Entre Rios também se beneficia do fluxo de visitantes interessados em explorar os quatro principais trajetos da Estrada Real:
- Caminho Velho
- Caminho Novo
- Caminho do Sabarabuçu
- Caminho dos Diamantes

A cidade apresenta atrativos que refletem sua herança cultural e suas paisagens rurais, além de integrar eventos e festividades que celebram a tradição mineira.

#### Importância Cultural e Econômica
Ao participar da Estrada Real, Entre Rios de Minas promove a valorização de sua história e reforça seu papel como destino turístico e cultural. A integração com o circuito incentiva o empreendedorismo local e o fortalecimento da identidade regional, destacando-se como uma parte viva da memória e da riqueza histórica de Minas Gerais.
A inclusão da cidade no percurso resgata o protagonismo de Entre Rios de Minas em um dos mais importantes capítulos da história colonial brasileira, conectando passado e presente em um cenário de preservação e desenvolvimento.